# Pompidougruppen
Pompidougruppen (formellt The Co-operation Group to Combat Drug Abuse and Illicit Trafficking in Drugs) är en samarbetsgrupp för narkotikafrågor inom Europarådet. Gruppen bildades 1971. Den har fått sitt namn efter den franske presidenten Georges Pompidou.